# Егейски регион
Егейският регион е един от седемте географски региони на Турция. Той получава името си от Егейско море, на което се намира. Той граничи с Мраморноморския регион на север, Централна Анатолия на изток, Средиземноморски регион на юг и Егейско (Бяло) море на запад. Това е регионът с най-дългата плажна ивица. Историческите забележителности са много; едни от най-известните са в древния град Ефес. Климатът на Егейския регион е субтропичен.

## Население и структура
Това е регионът, където урбанизацията е най-интензивна. Градовете в Егейския регион са разположени предимно в плодородните равнини, където минават главните пътища; в крайбрежната част. Селата обикновено са до реки. Приблизително 1/8 от населението на Турция живее в Егейския регион. Повече от половината от това население (62,2%) е в градските райони. Средната гъстота на населението е над средното за Турция. Егейският регион се нарежда на второ място по този показател след Мраморноморския регион по гъстота на населението. Гъстотата на населението е най-голяма в равнините на Егейския регион и намалява във вътрешността на Западна Анатолия и в района на Ментеше.
1. Измир
2. Маниса
3. Айдън
4. Денизли
5. Мугла
6. Афионкарахисар
7. Кютахия
8. Ушак

## Икономика

### Селско стопанство
По-голямата част от населението в Егейския регион се изхранва чрез земеделие. По Егейското крайбрежие се отглеждат главно маслини и грозде, които са подходящи за средиземноморския климат на областта. С преминаването от Егейското крайбрежие към Централна Анадола, се променят отглежданите земеделски култури; увеличава се добивът на зърнени култури и отглеждането на добитък. На първо място е пшеницата, последвана от ечемик и царевица. Най-много пшеница се отглежда до Афион, Денизли, Измир, Айдън и Мугла. Ечемик се отглежда до Афион и Маниса, а Маниса е първенец по отглеждане на царевица в Егейския регион. В малка част от равнините се отглежда ориз. От значение за цялата държава е производството на зеленчуци. Тъй като климатичните условия в този район са подходящи, тук се отглеждат някои зеленчуците (домати, боб и др.), някои от които се транспортират до съседни географски региони. Отглеждането на лук и картофи също е често разпространено; отглежда се и нахут. Отглеждането на дини и пъпеши също е възможно в Егейския регион. 
Топлолюбивите земеделски култури, добивани в Егейския регион, са памук, тютюн, сусам, лен и захарно цвекло. В района се намират и лозя. От гроздето се прави вино или се ползва за директна консумация. Цитрусовите плодове са разпространени в южната част на региона; Мандарините се отглеждат в залива Кушадасъ и на Бодрумския полуостров; В региона между Айдин и Назили растат портокали, лимони, мандарини и портокали.

### Промишленост
Егейският регион се нарежда на второ място по индустриализация след Мраморноморския регион. Има голяма разлика между всеки вид промишленост по отношение на неговото развитие. Най-развит град в региона е Измир. Измир, Маниса и Денизли са сред десетте най-големи градове износители на продукция в Турция. В Денизли безработицата е най-ниска за цялата област.
Тъкането е сред основните промишлени отрасли в Измир. Тъкането и текстилът са също водещ отрасъл и в Денизли и Ушак.

## Туризъм
Егейският регион е част от туристическия потенциал в Турция, подобно на Средиземноморския регион. Тук се намират световноизвестни дестинации като Ефес, Дидим, Памуккале, Хиеарполис, Лаодикия, както и плажовете Фетие, Бодрум, Мармарис, Дидим, Кушадасъ и Чешме, които са наградени със син флаг за чистота на водата.

## Транспорт

### Сухопътен
Сухопътният транспорт е добре развит в целия Егейски регион. Основните транспортни центрове са Измир, Афьонкарахисар, Маниса и Денизли.

### Морски
Най-развит е в Измир, Чешме, Алиага, Кандарли, Айвалик, Дидим, Бодрум, Фетие и Мармарис.

### Въздушен
Осъществява се в Измир, Даламан, Бодрум, Денизли, Кутахия, Едремит и Усак.

### Железопътен
Железопътният транспорт в Егейския регион превозва товари и пътници. Осъществява се редовен превоз между Измир и Айдън.

## Галерия
- Памуккале, природен феномен
- Античната библиотека в Ефес
- Часовниковата кула в Измир
- Античният театър в Бодрум
- Центърът на Денизли
- Мост във вилает Ушак
- Улица в Бурхание
- Акрополът в Бергама